# La Bible (mini-série)
Pour les articles homonymes, voir Bible (homonymie).
La Bible (The Bible) est une mini-série en dix parties de 44 minutes créée par Mark Burnett et Roma Downey d'après l'ouvrage La Bible, diffusée du 3 au 31 mars 2013 sur History. En 2013, elle est nommée à la 65e édition des Emmy Awards comme « Meilleure Mini-Série ou Téléfilm ». Elle a depuis été adaptée en long-métrage diffusé dans les cinémas, Son of God' (2014).
Cette série est tirée de La Bible et se veut proche de l'esprit du livre.
En France, elle a été diffusée entre le 8 décembre 2013 et 1er janvier 2014 sur Paris Première puis les 19 et 20 avril 2014 sur W9. Au Québec, elle est prévue pour le 29 janvier 2015 sur le réseau V. Plutôt prévu pour le 19 janvier au Québec.
En Belgique, elle a été diffusée sur la chaîne ABXplore à l'occasion de Noël 2018.

## Synopsis
La série relate les événements de La Bible, de la Genèse aux Révélations. Elle inclut les épisodes de l'Ancien et du Nouveau Testament, tels que : l'arche de Noé : l'Exode ; la naissance, mort et Résurrection de Jésus-Christ.

## Production
La série est adaptée de la bible New International Version, une traduction chrétienne évangélique.

## Diffusion
En 2013, le producteur Mark Burnett s'est associé avec l'église chrétienne évangélique
Lakewood Church pour promouvoir le film .

## Distribution
- Keith David (VF : Jacques Frantz) : le narrateur
- Diogo Morgado (VF : Damien Boisseau) : Jésus-Christ (5 épisodes)
- Darwin Shaw (VF : Renaud Marx) : Pierre (5 épisodes)
- Paul Brightwell (VF : François Barbin) : Malchus (4 épisodes)
- Roma Downey (VF : Julia Boutteville) : Marie (4 épisodes)
- Greg Hicks (VF : Bernard Alane) : Ponce Pilate (4 épisodes)
- Sebastian Knapp (en) (VF : Joachim Salinger) : Jean (4 épisodes)
- Amber Rose Revah (VF : Anne Broussard) : Marie de Magdala (4 épisodes)
- Adrian Schiller (VF : Gabriel Le Doze) : Caïphe (4 épisodes)
- Andrew Brooke (VF : Jean-Luc Atlan) : Antonius (3 épisodes)
- Louise Delamere (en) (VF : Maureen Diot) : Claudia (3 épisodes)
- Matthew Gravelle (VF : Jerome Wiggins) : Thomas (3 épisodes)
- Simon Kunz (VF : Patrick Larzille) : Nicodème (3 épisodes)
- Joe Wredden (VF : Cyril Aubin) : Judas (3 épisodes)
- Fraser Ayres (en) (VF : Jean-Christophe Clément) : Barabbas (2 épisodes)
- Paul Marc Davis (en) : Simon (2 épisodes)
- Paul Freeman (VF : Jean-Bernard Guillard) : Samuel (2 épisodes)
- William Houston (VF : Jean-Louis Faure) : Moïse (2 épisodes)
- Melia Kreiling (VF : Olivia Nicosia) : Bethsabée (2 épisodes)
- Dhafer El Abidine (VF : Pascal Nowak) : Urie (2 épisodes)
- Francis Magee (VF : Bernard Métraux) : Saül (2 épisodes)
- Con O'Neill (VF : Fabien Jacquelin) : Paul (1 épisode)
- Leila Mimmack (VF : Julia Boutteville) : Marie jeune (2 épisodes)
- Stephanie Leonidas : Rahab (1 épisode)
- Mohamen Mehdi Ouazanni (VF : Patrick Laplace) : Satan (2 épisodes)
- Gary Oliver : Abraham (2 épisodes)
- Andrew Scarborough (VF : Patrick Bethune) : Josué (2 épisodes)
- Hara Yannas : Mikhal (2 épisodes)
- Jassa Ahluwalia (VF : Benjamin Bollen) : David jeune (1 épisode)
- Nonso Anozie : Samson (1 épisode)
- Jake Canuso (VF : Damien Witecka) : Daniel (1 épisode)
- Samuel Collings (VF : Jérémy Bardeau) : Zedekiah (1 épisode)
- Peter Guinness (VF : Bernard Tiphaine) : le roi Nabuchodonosor (1 épisode)
- Sam Douglas (VF : Vincent Grass) : Hérode (1 épisode)
- Langley Kirkwood (VF : Serge Faliu) : David vieux (1 épisode)
- Eddie Elks (VF : Laurent Larcher) : l'ange Gabriel (1 épisode)
- Paul Knops : Adam (1 épisode)
- Darcie Lincoln : Ève (1 épisode)
- Antonio Magro (VF : Alexandre Cross) : Loth (1 épisode)
- Gerald Kyd (VF : Sébastien Finck) : Cyrus (1 épisode)
- Hugo Rossi : Isaac (1 épisode)
- Conan Stevens (VF : Michel Vigné) : Goliath (1 épisode)
- Kierston Wareing : Dalila (1 épisode)
- Julian Lewis John (VF : Loïc Houdré) : l'Ange de Dieu (1 épisode)
- Sean Knopp (VF : Stéphane Miquel) : Josué jeune (1 épisode)
- Ken Bones (VF : Michel Prud'homme) : Ira (1 épisode)
- Louis Hilyer (VF : Jean-François Aupied) : Aaron (1 épisode)
- Shivani Ghai (VF : Céline Melloul) : Bithiah (1 épisode)
- Stewart Scudamore (VF : Gilles Morvan) : Ramsès Ier (1 épisode)
- Cristian Solimeno (VF : Bertrand Liebert) : Jonathan (1 épisode)
- Clive Wood (VF : Patrick Messe) : Nathan
- Joe Coen (VF : Taric Mehani) : Joseph (1 épisode)
- Patrice Naiambana (VF : Thierry Desroses) : Balthazar (1 épisode)
- David Freedman (VF : Mario Pecqueur) : Eléazar le scribe (1 épisode)
- Rick Bacon (VF : Stéphane Bazin) : Hérode Antipas (1 épisode)
- Michael Legge (VF : Gabriel Bismuth-Bienaimé) : Stéphane (1 épisode)
- Nicholas Moss (VF : Julien Chatelet) : Ananias (1 épisode)
- Ben Aldridge (VF : Fabrice Fara) : Luc (1 épisode)
- Michael Nardone (VF : Jean-Christophe Clément) : Cornélius (1 épisode)

- Version française
  - Société de doublage : Imagine[4]
  - Direction artistique : Philippe Peythieu[4]
  - Adaptation : Linda Bruno

Source VF : RS Doublage

## Épisodes

### Épisode 1:Au commencement...(In the Beginning)
- Scénaristes : Richard Bedser, Alexander Marengo, Colin Swash et Nic Young
- Direction : Crispin Reece
- 1re diffusion (États-Unis) : 3 mars 2013 sur History Channel
- Audience :  États-Unis : 13,10 millions de téléspectateurs
- Résumé : Noé raconte l'histoire de la création du monde à bord de son arche (Genèse, 6-8) : la bataille de la vallée de Siddim (Genèse, 14); l’histoire d’Agar et Ismaël (Genèse, 16); la naissance d'Isaac (Genèse, 21); les preuves de foi d’Abraham (Genèse, 22); Sodome et Gomorrhe (Genèse, 19); Moïse tue un soldat et s’enfuit en Égypte (Exode, 2)

### Épisode 2:L'Exode(Exodus)
- Scénaristes : Richard Bedser et Alexander Marengo
- Direction : Crispin Reece
- 1re diffusion (États-Unis) : 3 mars 2013 sur History Channel
- Audience :  États-Unis : 13,10 millions de téléspectateurs
- Résumé : Dieu parle à Moïse à travers le Buisson ardent (Exode, 3) : Moïse retourne en Égypte, et, face au refus de pharaon afin de libérer le peule juif, il fait invoquer les Dix plaies d'Égypte (Exode , 7-11); Moïse conduit les Israélites à l'exode; Les Hébreux traversent la Mer Rouge. Moïse reçoit les Dix Commandements (Exode, 20); Josué devient le leader des Israélites (Deutéronome, 31; Josué, 1).

### Épisode 3:La Terre promise(Homeland)
- Scénaristes : Richard Bedser, Adam Rosenthal, Nic Young
- Direction : Tony Mitchell
- 1re diffusion (États-Unis) : 10 mars 2013 sur History Channel
- Audience :  États-Unis : 10,80 millions de téléspectateurs
- Résumé : Josué envahit et conquiert Jéricho (Josué, 6); Dalila trahit Samson, un héros pour les Israélites qui a lutté contre les Philistins (Juges, 16); Samuel proclame Saül roi, une décision qui pourrait faire entrer le pays en guerre civile (1, Samuel 15).

### Épisode 4:Le Royaume(Kingdom)
- Scénaristes : Richard Bedser, Colin Swash, Nic Young
- Direction : Tony Mitchell
- 1re diffusion (États-Unis) : 10 mars 2013 sur History Channel
- Audience :  États-Unis : 10,80 millions de téléspectateurs
- Résumé : Saül est consommé par la jalousie quand David bat Goliath (1, Samuel 17); le roi David inaugure un âge de paix pour Israël, mais qui sera vite aboli par la puissance et la soif de pouvoir de Bethsabée (2, Samuel 11); Dieu pardonne à David et Salomon construit le temple de Dieu à Jérusalem (1, livres des Rois 6)

### Épisode 5:La Survie(Survival)
- Scénaristes : Richard Bedser, Nic Young
- Direction : Crispin Reece
- 1re diffusion (États-Unis) : 17 mars 2013 sur History Channel
- Audience :  États-Unis : 10,90 millions de téléspectateurs
- Résumé : Les Juifs sont asservis à Babylone (Jérémie, 39); les trois Hébreux dans la fournaise ardente (Daniel, 3); Daniel est jeté dans la fosse aux lions, mais grâce à sa foi qui perdure, il écarte miraculeusement le supplice et se voit gracié (Daniel, 6) ; les Juifs sont autorisés à retourner à Jérusalem (Ezra, 1)

### Épisode 6:L'Espoir(Hope)
- Scénaristes : Richard Bedser, Nic Young
- Direction : Crispin Reece
- 1re diffusion (États-Unis) : 17 mars 2013 sur History Channel
- Audience :  États-Unis : 10,90 millions de téléspectateurs
- Résumé : Lors de l'occupation romaine, l'ange Gabriel dit à Marie qu'elle va devenir la mère du fils de Dieu (Luc, 1); Joseph et Marie partent à Bethléem (Luc, 2); Jésus naît dans l’étable (Luc, 2); la Sainte Famille échappe au Massacre des Innocents (Matthieu, 2) ; Jésus est baptisé par Jean le Baptiste, qui voit en lui le Messie (Matthieu, 3); Lors de son séjour au désert, Jésus résiste aux tentations du Diable (Matthieu, 4); Jésus réalise la pêche miraculeuse avec Pierre (Matthieu, 4)

### Épisode 7:La Mission(Mission)
- Scénaristes : Richard Bedser, Christopher Spencer, Nic Young
- Direction : Christopher Spencer
- 1re diffusion (États-Unis) : 24 mars 2013 sur History Channel
- Audience :  États-Unis : 10,30 millions de téléspectateurs
- Résumé : Jésus réalise la Multiplication des pains (Matthieu, 14); Jésus rend la vie à Lazare (Jean, 11); Jésus fait la rencontre de Matthieu et chasse les changeurs d’argent du temple (Marc, 11).

### Épisode 8:La Trahison(Betrayal)
- Scénaristes : Richard Bedser, Christopher Spencer, Colin Swash, Nic Young
- Direction : Christopher Spencer
- 1re diffusion (États-Unis) : 24 mars 2013 sur History Channel
- Audience :  États-Unis : 10,30 millions de téléspectateurs
- Résumé : Judas trahit Jésus et s'ensuit la Cène; Jésus prie dans le jardin de Gethsémani (Marc, 14); Jésus est arrêté; Jésus est confronté aux grands prêtres et perd son procès (Matthieu, 26).

### Épisode 9:La Passion(Passion)
- Scénaristes : Richard Bedser, Christopher Spencer, Abraham Christen Liando, Colin Swash, Nic Young
- Direction : Christopher Spencer
- 1re diffusion (États-Unis) : 31 mars 2013 sur History Channel
- Audience :  États-Unis : 11,70 millions de téléspectateurs
- Résumé : Pierre renie 3 fois Jésus (Luc, 22) ; Judas se suicide (Matthieu;27)La femme de Pilate fait un rêve et avertit Ponce Pilate et lui demande ne pas crucifier Jésus (Matthieu, 27); Pilate fait fouetter Jésus 40 fois (Jean, 19); Jésus est condamné à mort (Matthieu, 27); Jésus est crucifié; Jésus est "enterré" (Jean, 19).

### Épisode 10:Le Courage(Courage)
- Scénaristes : Richard Bedser, Christopher Spencer, Nic Young
- Direction : Tony Mitchell
- 1re diffusion (États-Unis) : 31 mars 2013 sur History Channel
- Audience :  États-Unis : 11,70 millions de téléspectateurs
- Résumé : Marie-Madeleine rencontre Jésus, il est revenu (Jean, 20); Jésus demande à ses disciples de prêcher "la bonne parole" à travers le monde (Acte 1). Le Saint-Esprit apparaît à la Pentecôte (Acte 2); Étienne est lapidé (Acte 7); Jésus apparaît à Paul, ce dernier se convertit. (Acte 9); les disciples de Jésus meurent pour leur foi, à l'exception de Jean qui a une apparition du Christ : Il va revenir et ceux qui gardent leur foi seront récompensés.

## Critiques et polémiques
Peu après sa sortie, la mini-série est sujette à des polémiques : premièrement, le diable du film, interprété par Mohamen Mehdi Ouazanni ressemblerait à Barack Obama, ancien président des États-Unis qui, lors de la sortie de la mini-série, en 2013, était le président en fonction. Cette polémique a même fini par devoir censurer le diable du film tiré de la série : Son of God.